# 賽馬會滘西洲公眾高爾夫球場

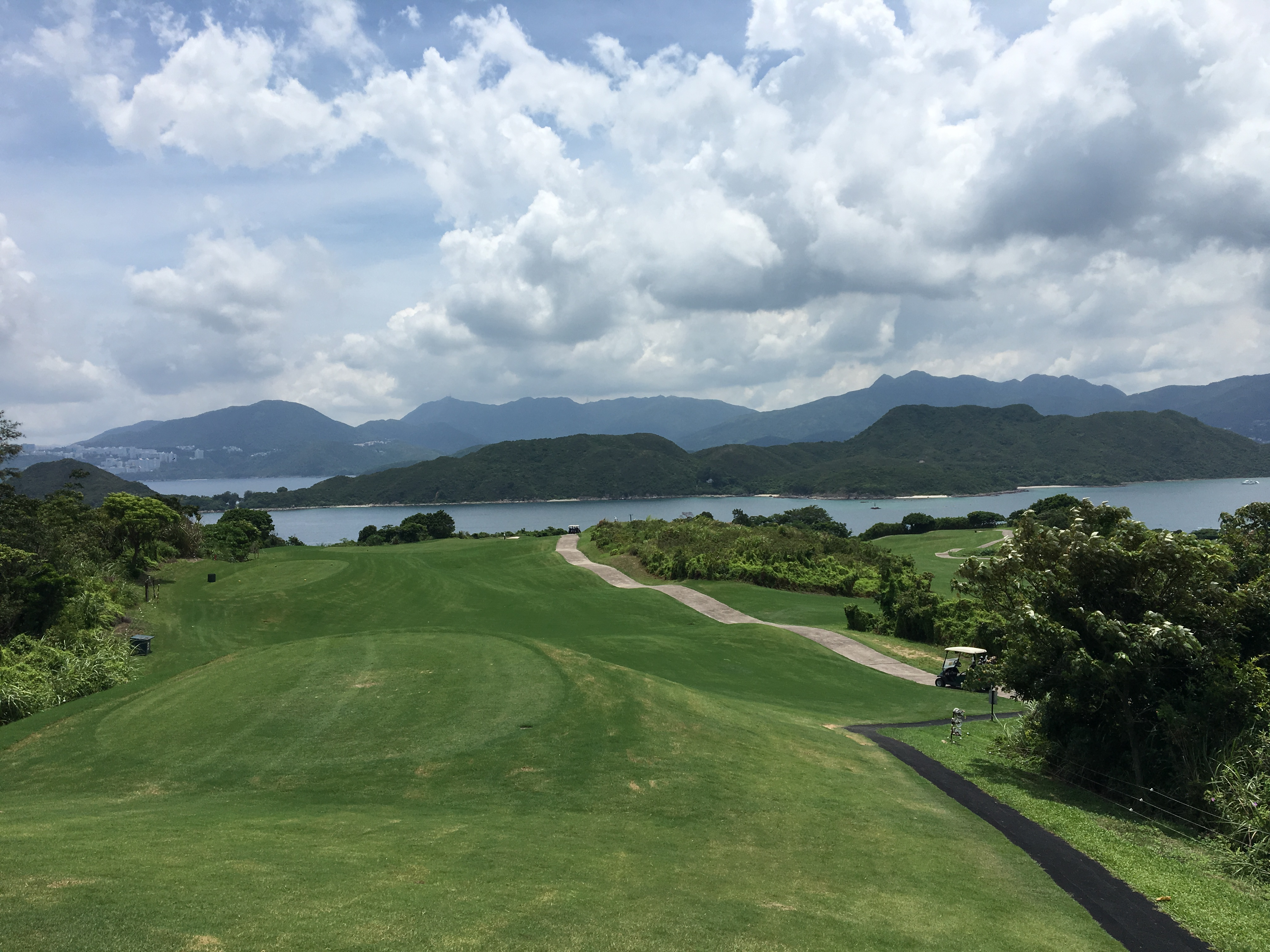
南場12洞發球台遠眺球道

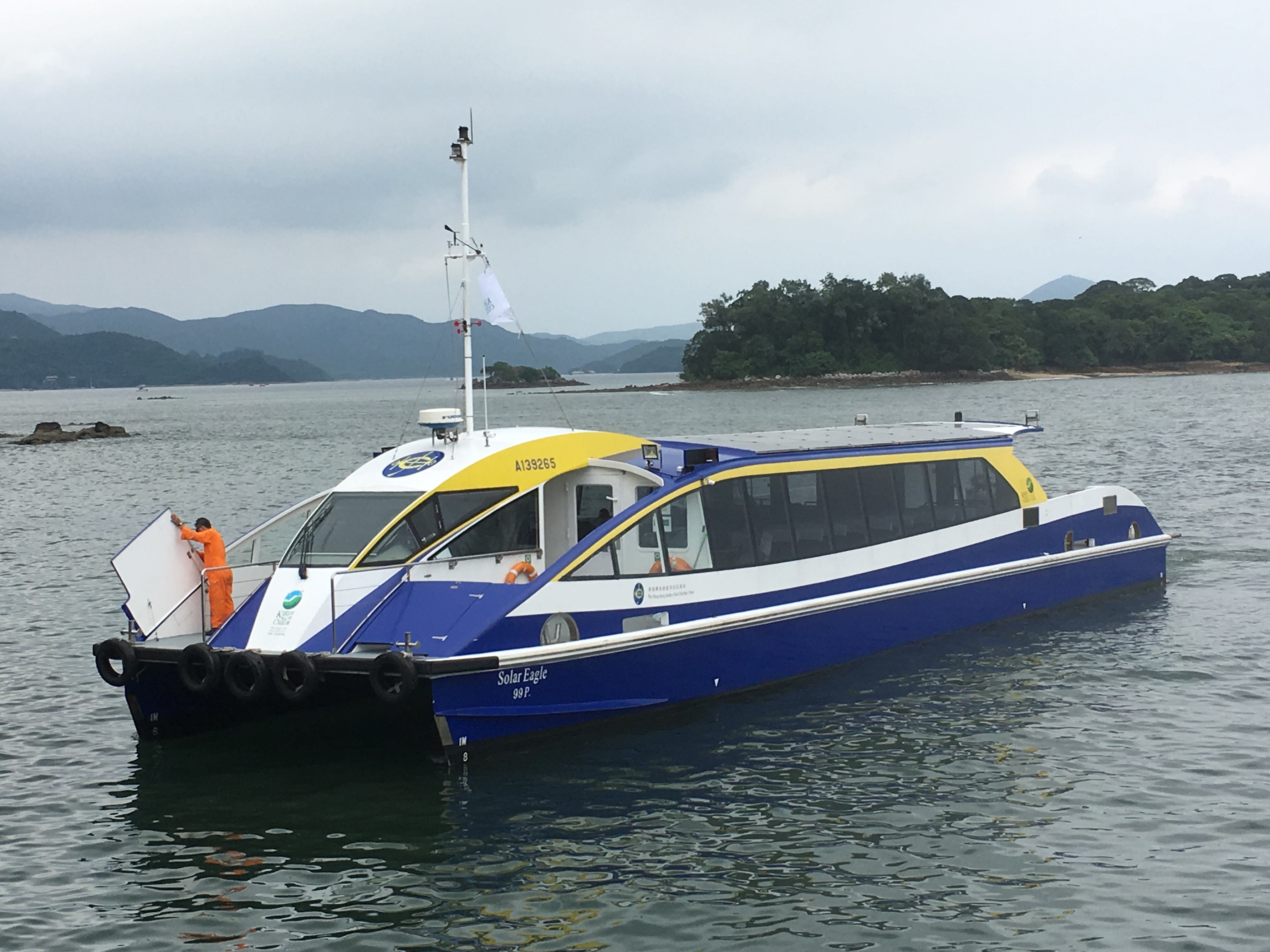
穿梭渡輪

賽馬會滘西洲公眾高爾夫球場（英語：The Jockey Club Kau Sai Chau Public Golf Course）是香港唯一一個向公眾開放的高爾夫球場，位於新界西貢區滘西洲，由香港賽馬會撥款5億港元興建，於1995年12月落成啟用，供香港市民租用。

## 設施
高爾夫球場面積250公頃（啟用初期為158公頃），共設有三個標準十八洞球場（啟用初期為兩個），一個擁有60條球道、分上下兩層的練習場，和兩個練習用的果嶺。平日差點要求為男36.4或以下；女40.4或以下。

## 野豬問題
滘西洲公眾高爾夫球場一直受野豬問題困擾。據統計，野豬數目多達20隻，牠們會在晚上於球場內覓食。由於牠們會翻開草地，尋找地下的蚯蚓及其他小蟲，而且一隻50（110磅）的野豬平均每天要進食4,000至4,500卡路里的食物，所以牠們對球場的環境有很大的影響。雖然球場已經架設電圍欄，和定期傳召漁護署人員代為處理，但情況始終未能完全解決。

## 外部連結
- 賽馬會滘西洲公眾高爾夫球場